# Улица Орджоникидзе (Балашиха)
Улица Орджоникидзе — улица города Балашиха Московской области.

## Описание
Улица расположена в Пятнадцатом микрорайоне Балашихи, в западной части города. Проходит в направлении с севера на юг, немного отклоняясь к западу. Начинается от Балашихинского шоссе, перпендикулярно примыкая к нему с юга. Заканчивается в районе ж/д станции Балашиха, отделённая от путей линией строений гаражей. Далее переходит в улицу Зелёная.
Улица Орджоникидзе является чёткой границей между жилой и промышленной застройкой (восточная сторона улицы) и смешанным лесным массивом Горенского лесопарка спецлесхоза «Балашихинский» (западная сторона).
Улица пересекалась в районе промзоны ДОЗа одноколейными путями подъездной ж/д ветки, идущей от станции Балашиха до Щёлковского шоссе. Линия разобрана осенью 2010 при строительстве нового жилого микрорайона между Щёлковским и Балашихинским шоссе. Сохранились только отрезки рельсов, заделанные в дорожное асфальтовое полотно.
Нумерация домов — от железнодорожной станции Балашиха. Поскольку застроена только восточная сторона улицы, нумерация идёт сплошная, без разделения на чётную и нечётную стороны. При новом строительстве в 2010 вдоль проезжей части вновь возведённым зданиям присвоили номера, следующие за последним номером в старой застройке всей улицы. Это несколько сбило естественный порядок номеров домов.

## Здания и сооружения
- № 1 — жилой дом (2 этажа, 2 подъезда со двора в боковых ризалитах, между ними небольшой палисадник под окнами; оштукатурен)
- № 2 — жилой дом (как № 1 — 2 эт., 2 под.; оштукатурен)
- № 3 — жилой дом (3 эт., 3 под.; силикатный кирпич, декоративная кладка карниза)
- № 4 — жилой дом (9 эт., 4 под.; кирпичн.)
- № 5 — жилой дом-башня (9 эт.; кирпичн., первые три этажа оштукатурены)
- № 6 — здание торгово-бытового обслуживания (2 эт.; кирпичн.) — заброшено и полуразрушено
- № 7 — жилой дом-башня (как № 5 — 9 эт.; кирпичн.)
- № 7А — магазин (2 эт.) со складской территорией; пристроен к № 13
- № 8 — жилой дом (4 эт., 3 под.; красный кирпич, декоративная штукатурная отделка фасадов)[1]
- № 9 — жилой дом (3 эт., 2 под.; кирпич, облицовка — керамич. камень)
- № 10 — жилой дом (5 эт., 5 под.; панельный)
- № 11 — жилой дом (5 эт., 4 под.; панельный)
- № 12 — жилой дом (как № 9 — 3 эт., 2 под.; кирпич, облицовка — керамич. камень)
- № 13 — бывший «Военторг» (2 эт.) — здание заброшено
- № 14 — здание школы со спортивной площадкой
- № 15 — жилой дом (2 эт., 2 под. с улицы; оштукатурен, четырёхскатная крыша с большим свесом кровли)
- № 16 — жилой дом (2 эт., 3 под.; красный кирпич со штукатурными декоративными элементами, двухскатная крыша со ступенчатым кирпичным карнизом)
- № 17 — жилой дом (5 эт., 4 под.; силикат. кирпич; 1961)
- № 18 — жилой дом (как № 17 — 5 эт., 4 под.; силикат. кирпич; 1962)
- № 19 — детский сад (2 эт.; силикат. кирпич; 1962)
- № 20 — жилой дом (4 эт., 4 под.; красный кирпич, декоративная штукатурная отделка фасадов)
- № 21 — жилой дом (9 эт., 6 под.; панельный)
- № 22 — жилой дом (9 эт., 4 под.; панельный)
- № 23 — промышленное здание на территории бывшего ДОЗа (ж/б блоки и кирпич)
- № 24 — жилой дом (14 эт.) — новостройка (2010)
- № 25 — торгово-офисное здание (2 эт.) — новостройка (2010)
- № 26 — жилой дом (14 эт.) — новостройка (2010)

## Исторические здания
Дома № 1 и № 2, стоящие по линии улицы недалеко от ж/д станции, представляют характерный пример послевоенной жилой застройки Балашихи второй половины 1940-х—начала 1950-х годов.
Небольшой двухэтажный жилой дом № 15 вдоль улицы, с гладким полем фасадов и лаконичными штукатурными наличниками окон, отличается от всех остальных построек необычно большим свесом четырёхскатной кровли.
Недалеко от него, в глубине застройки, выделяется тоже двухэтажный краснокирпичный дом № 16. Все три его парадных подъезда, а также окна второго этажа над ними, отделаны выразительными штукатурными элементами в виде порталов и наличников с крупным рустом, циркульными арками и замковыми камнями. Межоконные простенки второго этажа также украшены квадратными медальонами.
Наиболее интересны и ценны в историческом и архитектурном отношении четырёхэтажные жилые дома № 8 и № 20 конца 1930-х годов, стоящие во втором порядке от улицы. Фасадная отделка зданий с ризалитами включает в себя разнообразные элементы в виде крупной рустовки, балконов с кессонированными плитами потолка на фигурных кронштейнах, колонок-балясин, филёнок, наличников и др.

## Шквал
В понедельник, 4 сентября 2000 года, около 19:00 окрестности улицы Орджоникидзе подверглись неожиданному воздействию шквалистого ветра. Природный катаклизм, оставшийся в истории под названием «ураган в Балашихе 2000 года», продолжался не более 10 минут, однако нанёс городу и пригородам существенный ущерб.
Направление основного удара стихии (свыше 9 баллов по шкале Бофорта — шторм) было практически по прямой, с юга на север, с незначительным отклонением к востоку. Полоса серьёзных повреждений и разрушений составляла в ширину 200—300 метров. Её начало захватило садовые участки в Никольско-Архангельском, при этом особенно пострадали постройки и деревья на Вишняковском шоссе и Муратовской улице.
Повалив затем деревья на правом берегу запруженной речки Горенки, шквал продолжил разрушения на другом берегу, образовав широкую просеку вдоль восточной границы усадьбы Горенки до территории больницы с роддомом на шоссе Энтузиастов. На северной стороне шоссе, в микрорайоне Балашиха-1, большие повреждения крышам зданий, дворовым посадкам и линиям электросети были причинены на проспекте Ленина и улицах Победы и Карла Маркса.
Шквал пересёк Объездное шоссе и Балашихинскую ж/д ветку немного западнее Зелёновки, оборвав при этом контактные провода и повредив пути, что более чем на сутки прекратило движение электропоездов. За железной дорогой гигантский вывал леса шёл под острым углом к улице Орджоникидзе, пока не достиг её в месте пересечения с Балашихинским шоссе. При этом также были завалены пути на продолжении ж/д ветки в сторону Щёлковского шоссе.